# Álcool coniferílico
Álcool coniferílico ou coniferol é um composto orgânico. Este sólido cristalino incolor é um fitoquímico, um dos monolignóis. É sintetizado via a rota bioquímica dos fenilpropanoides. Quando copolimerizado com compostos aromáticos relacionados, o álcool coniferílico forma lignina ou lignanos. Coniferina é um glicosídeo do álcool coniferílico.
O álcool coniferílico é um intermediário na biossíntese de eugenol e dos estilbenoides e da cumarina. A resina de benjoim contém significativa quantidade de álcool coniferílico e seus ésteres.
É encontrado tanto em plantas gimnospermas quanto angiospermas. Álcool sinapílico e álcool cumarílico, os outros dois monômeros da lignina, são encontrados em plantas angiospermas e capins. É também um feromônio de comitiva de rainha (QRP, do inglês queen retinue pheromone), um tipo de feromônios de abelha melífera encontrado nas glândulas mandibulares.

## Biossíntese do pinorresinol
A primeira proteína dirigente foi descoberta na espécie Forsythia intermedia. Verificou-se que esta proteína dirigia a biossíntese estereosseletiva do (+)-pinorresinol e dos monômeros do álcool coniferílico. Recentemente, uma segunda proteína dirigente apresentando complementaridade enantiomérica foi identificada em Arabidopsis thaliana, dirigindo a síntese enantiosseletiva do (-)-pinorresinol.